# Cryptonychus
Cryptonychus es un género de escarabajos de la familia Chrysomelidae. El género fue descrito científicamente primero por Gyllenhal en 1817. Esta es una lista de especies perteneciente a este género:
- Cryptonychus angusticpes Gestro, 1907
- Cryptonychus apicalis Pic, 1924
- Cryptonychus apiciornis Kolbe, 1899
- Cryptonychus barombicus Kolbe, 1899
- Cryptonychus breviceps Weise, 1911
- Cryptonychus brevicollis Gestro, 1906
- Cryptonychus Chryptonychellusprocerus (Weise, 1915)
- Cryptonychus crassirostris Gestro, 1906
- Cryptonychus cribicollis Gestro, 1906
- Cryptonychus Cryptonychusschoutedeni (Uhmann, 1937)
- Cryptonychus Cryptonychusstriolatus (Uhmann, 1936)
- Cryptonychus devius Kolbe, 1899
- Cryptonychus discolor Gestro, 1906
- Cryptonychus dubius Baly, 1858
- Cryptonychus exiguus Spaeth, 1933
- Cryptonychus extremus Péringuey, 1898
- Cryptonychus ferrugineus Spaeth, 1933
- Cryptonychus gracilicornis Kolbe, 1899
- Cryptonychus interpres Kolbe, 1899
- Cryptonychus kolbei Weise, 1913
- Cryptonychus leonardi Gestro, 1906
- Cryptonychus leoninus Spaeth, 1933
- Cryptonychus lienotus Kolbe, 1899
- Cryptonychus murrayi Baly, 1858
- Cryptonychus neavei Spaeth, 1933
- Cryptonychus nigrofasciatus Pic, 1934
- Cryptonychus porrectus (Gyllenhal, 1817)
- Cryptonychus proboscideus Thomson, 1858
- Cryptonychus sorex Uhmann, 1954
- Cryptonychus tenuirostris Gestro, 1906